# 芒語
芒語（芒語：Thiểng Mường；越南语：／）為越南少數民族芒族的母語，亦屬于南亞語系孟-高棉語族的越芒語支。芒語與越南京族的越南語極為相似，但其漢語借詞更少。
從語言、文化和風俗習慣等方面來看，芒族與京族有親緣關係，可能同源於雒越，與東山文化有關。兩千多年來，居住於紅河流域與沿海地區的雒越人，經濟發展更快，受漢文化影響較深，逐漸分化為越族；而居住於山區的雒越人較大程度保留了傳統的生活方式，形成今天的芒族。語言發展也慢慢分道揚鑣。
芒語有5個聲調，與附近清化、乂安的越南語口音調值類似。主要分佈在主要集中在越南北部山區省份：和平省、清化省、永福省、安沛省、山羅省和寧平省。

## 书写系统
芒语直到20世纪初都没有书面形式，西方学者基于调整过的越南语字母发展出一套临时字母，加了w等字母，也允许其他字母出现为复辅音和韵尾位置。:1
2016年9月，和平省人民委员会通过2295/QĐ-UBND号决议，采用副教授裴贤改订的新字母表。其中共包含28个字母和4个声调符号。该省官方媒体《和平报》的电子版随即开始用这种字母拼写芒语。

## 音系

### 輔音
以下表格列出芒語的輔音。 用於拼寫的字母以斜體標註。
|      |      | 雙唇        | 齒齦               | 硬顎   | 軟顎      | 聲門  |
| ---- | ---- | ----------- | ------------------ | ------ | --------- | ----- |
| 鼻音 | 鼻音 | m /m/       | n /n/              | nh /ɲ/ | ng /ŋ/    |       |
| 塞音 | 清音 | p /p/       | t /t/              | ch /c/ | c /k/     |       |
| 塞音 | 送氣 | ph /pʰ/     | th /tʰ/            |        | kh /kʰ/   |       |
| 塞音 | 濁音 | b /b/       | đ /d/              |        | g /ɡ ~ ɣ/ |       |
| 擦音 | 清音 |             | x /s/              |        |           | h /h/ |
| 擦音 | 濁音 | v/w/o/u /β/ | d/gi/i/y /z ~ j/   |        |           |       |
| 邊音 | 邊音 |             | l, tl /l, tl ~ kl/ |        |           |       |
芒语荣方言缺乏塞音清浊对立/p b/、/t d/、/k ɡ/，只保留了清音。芒语块方言和瓮方言缺乏/ɡ/。石山方言则缺乏/p/。
另外，块方言缺乏送气齿龈音/tʰ/，而有/hr/。该方言还被描述为有唇软腭音/kʷ/和/kʷʰ/。
所有辅音均可作声母。韵尾只能有鼻音/m n ɲ ŋ/、清塞音/p t c k/、边音/l/和滑音/j w/。硬颚音/c ɲ/可被分析为/ʲk ʲŋ/。另外，音节末/c ɲ l/的分布似乎比其他韵尾辅音更受限。

### 元音
以下表格列出芒語的元音。在各種方言中，元音的差異性並不高。/ɤ/與/a/兩個元音可以是長、短元音。
|        | 前    | 後          | 後    |
| 不圓唇 | 前    | 圓唇        |       |
| ------ | ----- | ----------- | ----- |
| 閉     | i /i/ | ư /ɯ/       | u /u/ |
| 中     | ê /e/ | ơ, â /ɤ, ɤ̆/ | ô /o/ |
| 開     | e /ɛ/ | a, ă /a, ă/ | o /ɔ/ |
除了以上的單元音以外，芒語還有/iə, ɯə, uə/等三組雙元音。